# Cucut becllarg
El cucut becllarg (Chalcites megarhynchus) és una espècie d'ocell de la família dels cucúlids (Cuculidae) que sovint s'ha inclòs al monospecífic gènere Rhamphomantis. Habita la selva humida d'alguns indrets de Nova Guinea, illes Raja Ampat i illes Aru.